# Субби, Олев Йоханнесович
Олев Йоханнесович Субби (эст. Olev Subbi; 1930—2013) ― эстонский живописец, Заслуженный художник Эстонской ССР (1976), Народный художник Эстонской ССР (1987), Почётный зарубежный член РАХ. Картины художника есть в коллекции Эстонского художественного музея, Государственной Третьяковской галереи, Музея Людвига в Кёльне
и коллекциях других музеев.

## Биография
Родился 17 марта 1930 г. в Тарту (Эстония) в семье Йоханнеса (1888―1942) и Эллы (1892―1966) Субби.
1948 — окончил среднюю школу.
1949—1957 ― отбывает ссылку в Красноярском крае (Большая мартовская депортация).
1957 — возвращается из ссылки в Тарту.
1957—1962 ― учёба в Государственном художественном институте Эстонской ССР.
1965 ― написаны картины: Мужчина с берегов Колги. Х., м.; 100×140 см. ХМЭ. Портрет мамы. Х., м.; 70×100 см. ХМЭ. Портрет кузнеца Юло Х., м.; 100×70 см. ХМЭ
1967 ― картины: Пейзаж Пикасилла. Х., м., темпера. 100×70 см. ХМЭ. Цветы на круглом столе. Х., м., темпера. 70×55 см. ХМЭ.
1968 ― картины: Обнажённая на фоне пейзажа. Х., м, темпера. 110×160 см. ХМЭ. Пейзаж с гвоздиками. Х., м.,т. 43×63 см. Натюрморт с гвоздиками. Х., м., т. 100×117 см.
1969 ― картины: Лето. Х., м. 130×160 см. ГТГ. Обнажённая с красным цветком. Х., м., т. 120×100 см.
1984 ― поездка (летом) в Красноярск.
1987 ― Диплом АХ СССР за картину (полиптих) «Большой южно-эстонский пейзаж» (1986).
В 1989―1991 годах избран Народным депутатом СССР от Союза художников СССР.
Скончался 19 августа 2013 года.

## Персональные выставки
- 1969 ― Художественный музей Эстонии. Таллин.
- 1971 ― Выставочный зал Союза художников СССР. Москва.
- 1974 ― Выставочный зал Академии наук СССР. Новосибирск.
- 1978 ― Художественный музей Эстонии. Таллин.
- 1980 ― Волгоградский художественный музей. Волгоград.
- 1982 ― Тартуский художественный музей. Тарту.
- 1986 ― Хельсинкский художественный музей. Хельсинки.
- 1991 ― Сторм-Лейк, штат Айова; Ошкош, штат Висконсин. США.
- 1992 ― Таллинн.
- 1995 ― Inter Art Galerie, Кёльн. Германия.
- 1998 ― Таллинн.
- 2000 ― Таллин, Курессааре. Эстония.

## Награды
- Орден Белой звезды II степени (2000)[3]
- Кавалер ордена искусств и литературы (2005, Франция)[4]
- Народный художник Эстонской ССР (1987)
- Заслуженный художник Эстонской ССР (1976)